# Lijst van alumni van de Université catholique de Louvain
Onderstaande lijst is een lijst van alumni van de Université catholique de Louvain

## A
- Carlos Aldunate Lyon
- Jihane Annane
- André Antoine
- Pascal Arimont
- Victoria Austraet

## B
- Carlo Back
- Egon Börger
- Kristiaan Borret
- Sfia Bouarfa
- Serge Brammertz
- Jean Bricmont
- Cyril Salim Bustros

## C
- Bernard Caprasse
- Joseph Cardijn
- Benoît Cerexhe
- David Clarinval
- Rafael Correa
- Pierre Couneson
- Patrick Couvreur
- Marie-Hélène Crombé-Berton

## D
- Harold Charles d'Aspremont Lynden
- Étienne Davignon
- Guillaume Defossé
- Anne Delvaux
- Gérard Deprez
- Pierre-Yves Dermagne
- Michèle Detaille
- Michel Di Mattia
- Eric Domb
- Claudine Drion
- Edouard Du Bost
- Germain Dufour
- Emmanuel Dungia
- Étienne Duvieusart
- Jean Duvieusart

## F
- Jean-Luc Fafchamps
- Marcel Fafchamps
- Carine Feyten
- Catherine Fonck
- Jean Fosty
- Dimitri Fourny

## G
- Pierre Galand
- Paul-Henry Gendebien
- Arthur Gilson
- Ramón Griffero

## H
- Francis Halzen
- Jacques Hambye
- Fernand Herman
- Claire Hugon

## I
- Mohammad Ilkhani

## J
- Pierre-Yves Jeholet

## K
- Gladys Kazadi
- Elmar Keutgen
- Kody
- Etienne Krug

## L
- Mokhtar Lamani
- Roger Lambrechts
- Michel Lebrun
- Jacques Lefevre
- Pierre Leroy
- Philippe Leruth
- Marc Lestienne
- Guy Lutgen

## M
- Jeannine Mabunda
- Pierre Macq
- Dennis Maerker
- Philippe Mahoux
- Norbert Martin
- Denis Mathen
- Jacqueline Mayence-Goossens
- Joseph Michel

## N
- Marie Nagy

## O
- Marc Otte

## P
- Franz Palm
- Marie Peltier
- Caroline Persoons
- Charles Picqué
- Vladimir Pletser

## R
- Paul Rolin
- Hélène Ryckmans

## S
- Fatiha Saïdi
- Véronique Salvi
- Severius Hazail Saume
- Bernard Snoy
- Dean Spielmann
- Guy Spitaels

## T
- Mamadou Tangara
- Antoine Tanzilli
- Muriel Targnion
- Michel Tilmant
- Graziana Trotta
- Nathalie de T'Serclaes

## V
- Charles Van de Put
- Vincent Vanhalewyn
- Annelies Verlinden
- Christiane Vienne

## W
- Sophie Warny
- Pierre Warin